# Saint-Sornin-Lavolps
Saint-Sornin-Lavolps (okzitanisch Sent Sarnin las Volps) ist eine französische Gemeinde im Département Corrèze in der Region Nouvelle-Aquitaine.

## Geografie
Die Gemeinde liegt am westlichen Rand des Zentralmassivs. Tulle, die Präfektur des Départements, liegt ungefähr 46 Kilometer südöstlich, Brive-la-Gaillarde etwa 36 Kilometer leicht südöstlich und Saint-Yrieix-la-Perche rund 26 Kilometer nordwestlich. Im Gemeindegebiet entspringt das Flüsschen Ruisseau du Mayne, das zur Vézère entwässert.

### Nachbargemeinden
Nachbargemeinden von Saint-Sornin-Lavolps sind Arnac-Pompadour im Norden, Beyssac im Osten, Vignols im Südosten, Lascaux im Süden, Concèze im Westen sowie Beyssenac im Nordwesten.

### Verkehr
Die Anschlussstelle 45 zur Autoroute A20 liegt etwa 20 Kilometer östlich.

## Wappen
Beschreibung: Auf Rot ein schleichender goldener Fuchs und im Freiviertel auf Blau drei silberne Halbflügel.

## Bevölkerungsentwicklung
| Jahr      | 1962 | 1968 | 1975 | 1982 | 1990 | 1999 | 2008 | 2017 |
| Einwohner | 850  | 850  | 935  | 940  | 946  | 956  | 924  | 858  |

## Sehenswürdigkeiten
- Die Kirche Sainte Radegonde, ein Sakralbau aus dem 14. und 15. Jahrhundert, ist seit dem 9. Februar 1927 als Monument historique klassifiziert.[1]